# باريس تورز 1960
باريس تورز 1960 هو سباق دراجات هوائية، وهو الموسم رقم 54 من باريس تورز، وأقيم في 2 أكتوبر 1960.
فاز بالمركز الأول جو دي هان، وبالمركز الثاني Michel Stolker ‏، وبالمركز الثالث Luis Otaño ‏.

## الفائزون
| الترتيب | الفائز          |
| ------- | --------------- |
| الفائز  | جو دي هان       |
| الثاني  | Michel Stolker ‏ |
| الثالث  | Luis Otaño ‏     |